# باليانو
باليانو هي كومونا تقع في مقاطعة فروزينوني ، في منطقة لاتسيو بوسط إيطاليا .

## تاريخ المنطقة
كانت باليانو مقرًا لفرع عائلة كولونا العظيمة والتي كان يحكمها لورد ، ومن بعده دوقًا ، ثم أمير باليانو . وكان حصنهم يهيمن على المدينة انذاك . وفي عام 1556 ، استولت القوات البابوية على المدينة التي كان يحكمها جيوفاني كارافا ، ابن شقيق البابا بول الرابع دوقًا لبضع سنوات. و زوجته ، فيولانت دي كاردونا ، وقد تم الاحتفاء بدوقة باليانو في رواية ستندال والتي تحمل الاسم نفسه.
عند وفاة بول الرابع عام 1559 ، استطاع ماركانتونيو كولونا استعادة المدينة. وتم الاحتفال بمشاركته في معركة ليبانتو البحرية عام 1571 من خلال طريق ليبانتو المؤدي إلى قصر العائلة. و تحتوي كنيسة سانت أندريا التي تعود للقرن السابع عشر على مقابر كولونا ، بما في ذلك قبر زاهي و بديع للأمير فيليبو الثاني كولونا من قبل برناردينو لودوفيسي ، و اكتمل في عام 1745. اخيرا تم بيع قلعة كولونا في القرن التاسع عشر للولايات البابوية و التي استخدمتها كسجن.

## روابط خارجية
- تاريخ روما الموجز: باليانو
- lazio.indettaglio.it على باليانو
- ستوريا دي باليانو